# Либий Север
Либий Север (лат. Libius Severus) – римски император, управлявал през 461 – 465 г. Фигурира и като Север III.
Север ІІІ се числи към т.нар. в историографията „призрачни императори“, или императорите-сенки, последните владетели на Западната Римска империя, притежаващи само формална или незначителна власт, поставени от варварските военачалници като техни марионетки на трона.
Знатен сенатор родом от Лукания и представител на италийската аристокрация, Либий Север е провъзгласен за император на 19 ноември 461 г. в Равена, по волята на всесилния пълководец – magister militum Рицимер, практически владетел в Италия.

## Властване
Либий Север заема престола след няколкомесечно междуцарствие, последвало детронирането на Майориан от магистъра на войските, германеца Рицимер, на когото Либий дължи възкачването си. Север не е подкрепен от Източната Римска империя, няма никаква реална власт и практически никога не се проявява през управлението си.
Войските на Илирик и Галия не признават избора на Север ІІІ за легитимен. Под властта на Западната Римска империя се намират само Италия, части от Южна Галия и алпийските провинции. След възкачването на Север ІІІ вандалите извършват ново нахлуване в Италия, в опит да наложат Олибрий на престола.
През 462 г. Север ІІІ отстъпва галският град Нарбона на вестготите, като в замяна те нападат владенията на обявилия се за независим гало-римски пълководец Егидий. С помощта на франките, Егидий отблъсква вестготската армия, но след като през 465 г. умира, изглежда че в Арелат признават за кратко управлението на Либий Север, ако се съди по издадените от там монетни емисии.
През есента на 465 г. Север ІІІ е свален по заповед на Рицимер или умира от естествена смърт.